# 아야나 (가수)
아야나(彩菜)는 일본의 가수로서, I've Sound의 참여 가수이다. 그리고 feel sound에서도 활동을 했었다.

blue velvet이라는 밴드에서 보컬을 맡고 활발한 활동을 하다가 2007년 10월 11일, 자신의 블로그를 통해 결혼과 임신의 사실을 밝혀 이후 휴식을 가지기 시작했다. 이후 2008년 3월 31일에 남아를 출산하였다.

## 프로필
- 출신지 : 도쿄
- 취미 : 드라이브, 영화 감상
- 좋아하는 것 : 비오는 날, 자는 것
- 싫어하는 것 : 여름의 아침

## 음반

### 싱글
- Last regrets/風のたどり着く場所

## 노래들

### 솔로
- Discrimination
- freak of nature:start
- freak of nature:end
- Last regrets
- uneasy
- 風のたどり着く場所
- verge “Mixed up NAKAZAWA TOMOYUKI Style”
- Sky Gray
- White distance
- Monologue
- Catharsis
- LOVES
- 道標

### 유닛

#### 아야나/호리 나오
- 砂銀
- 砂銀 -ver.II-
- 砂銀 ~City of the Night Mix~